# دنيس نورمان
دنيس نورمان (بالإنجليزية: Dennis Norman)‏ هو لاعب كرة قدم أمريكية أمريكي، ولد في 26 يناير 1980 في فيلادلفيا في الولايات المتحدة.

## وصلات خارجية
- دنيس نورمان على موقع مرجع كرة القدم المحترفة.كوم (الإنجليزية)